# AA 전지

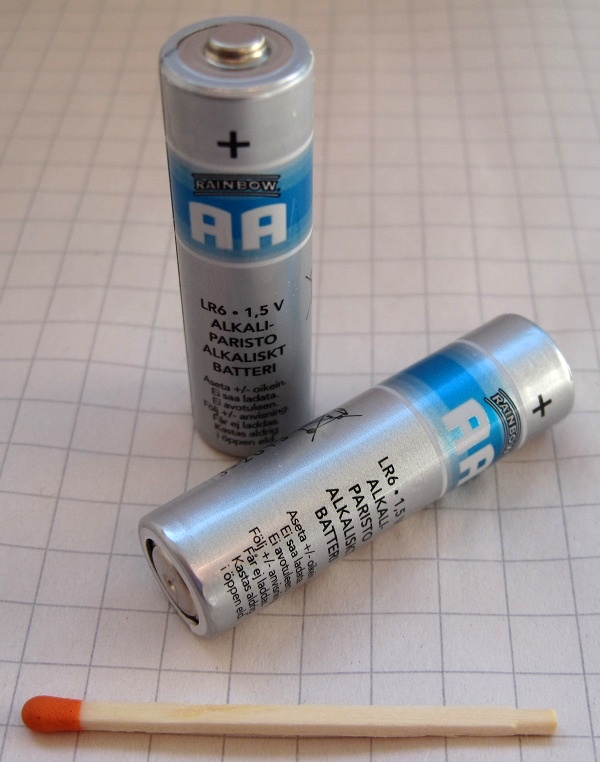
AA cells

AA 전지 또는 더블에이(Double-A, /ˈdʌbəl eɪ/) 전지는 휴대용 전자기기에 많이 쓰이는 고체 전지이다. 1947년 ANSI가 AA 전지 형태를 표준화하였다. 미국 외 지역에서는 국제적으로 LR6 (알칼리), FR6(리튬), R6(탄소-아연), RX6(니켈-카드뮴) 혹은 Mignon 전지라고 알려져 있다. 역사적으로 영국의 공식 문서에서는 SP7(Standard Power 7) 또는 HP7(High Power 7)으로 알려져 있으나 구어적으로 "더블 A 배터리"로 알려져 있다.

## 크기
AA 전지는 길이가 51 mm(꼭지를 빼면 50.1 mm), 지름이 13.5-14.5 mm이다.  전형적인 알칼라인 AA 전지는 무게가 23 g정도이다. 리튬 AA 전지는 15 g 정도이다. NiMH(니켈 메탈 하이드라이드) 전지는 31 g 정도이다.

## 전압 및 용량

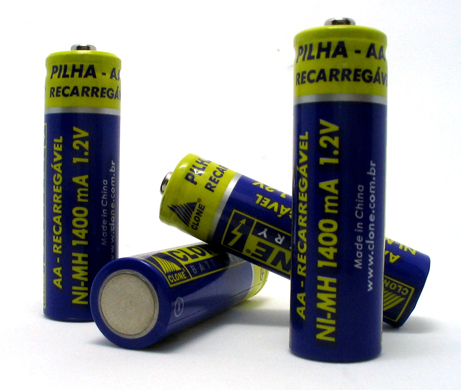
NiMH(니켈 메탈 하이드라이드) AA 전지

공식적인 AA 전지의 전압은 1.5 볼트이다. 니켈-카드뮴 전지 및 NiMH 충전 가능한 전지의 전압은 1.2 볼트이다. 특수한 화학물질을 쓴 일부 전지는 부하가 걸린 상태에서 최고 1.6 V의 전압을 내기도 한다. AA 전지의 전압은 AAA 전지, C 전지, D 전지의 전압값과 같다. 일반적으로 AA 전지는 AAA 전지보다 오래 간다. AA 전지가 AAA 전지보다 크므로, 전력 생성에 필요한 이온과 같은 화학 물질들을 AA 전지가 AAA 전지보다 더 많이 함유하고 있기 때문이다. C, D 전지도 마찬가지로 AA 전지보다 크므로 AA 전지보다 오래 간다. 즉 전지의 크기가 클수록 그 용량도 증가한다고 말할 수 있다.
일반적으로 1차 (충전불가) 아연 탄소 AA 전지는 400-900 mAh의 용량을 갖는다. 보통 르클랑셰 전지(망간 전지/전해질=염화암모늄;산성) 기술을 이용해 만든다. 염화 아연 전지는 1000-1500 mAh 정도의 용량을 갖는다. 이 전지는 "long life", "heavy duty"라는 수식어를 달고 판매된다. 염화칼륨을 전해질로 쓰는 알칼리 전지들은 보통 1700-3000 mAh의 용량을 갖는다. 가격이 비싸나 그만큼 수명이 길다.
기존 망간 전지나 알칼리 전지에 비하여 순간 고출력과 전압 안정성이 우수하고 보다 고용량인 1회용 리튬 전지는 디지털 카메라와 같이 전력 소모가 많은 기기에 사용된다. 가격이 비싸나 그만큼 수명이 길어, 전지 교체 회수를 줄여준다.

## 같이 보기
- AAA 전지